# Suchy Wierch Kondracki

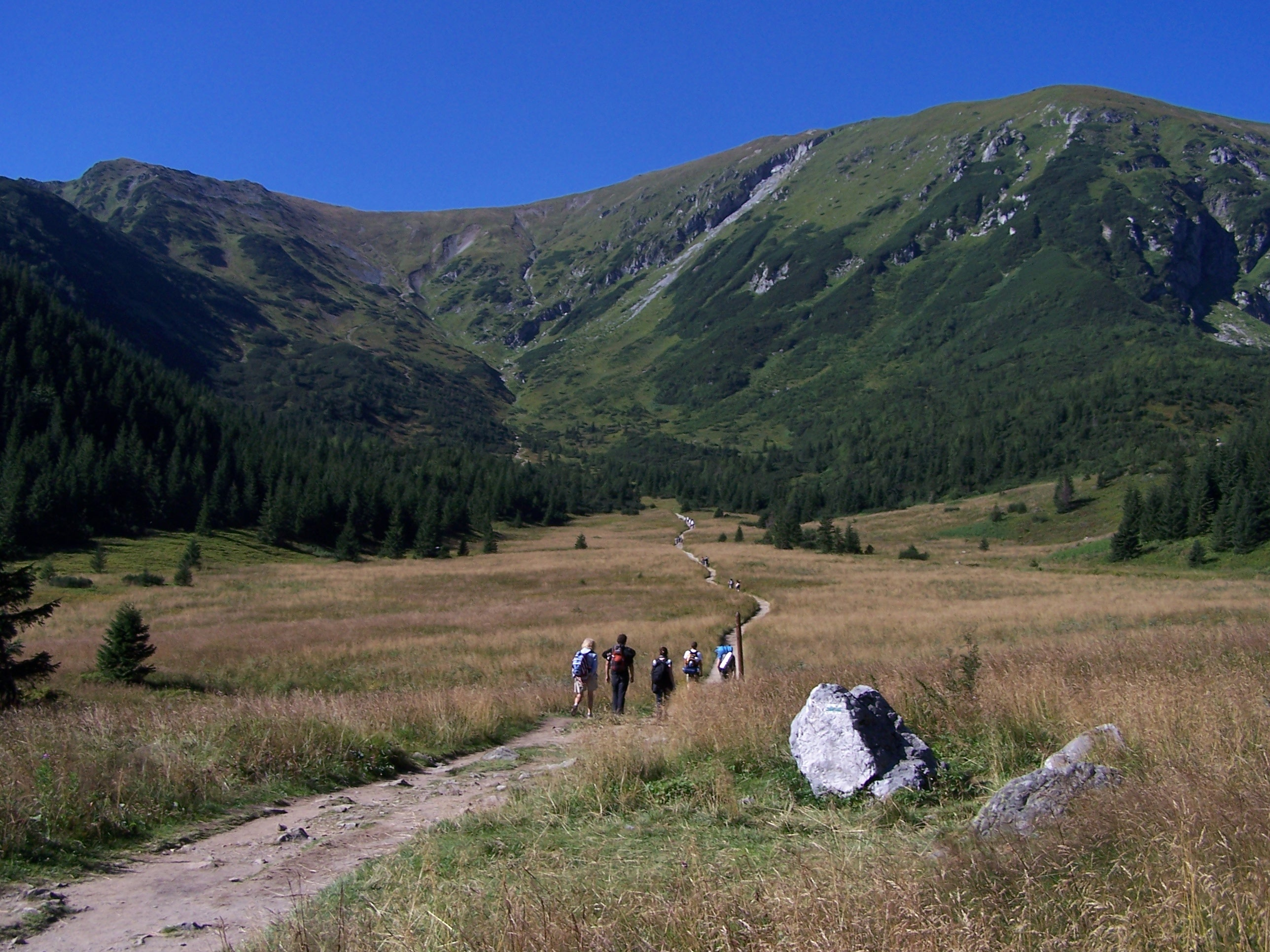
Blick von dem Tal Dolina Kondratowa

Die Sucha Wierch Kondracki (tschechisch/slowakisch Suchá kopa) ist ein Berg an der polnisch-slowakischen Grenze in der Westtatra mit 1890 Metern Höhe im Massiv der Suche Wierchy. 

## Lage und Umgebung
Die Staatsgrenze verläuft über den Hauptgrat der Tatra, auf dem sich die Sucha Wierch Kondracki befindet. Nördlich des Gipfels liegt das Tal Dolina Bystrej, konkret sein Hängetal Dolina Goryczkowa mit den Abzweigungen  Dolina Sucha Kondracka und Dolina Goryczkowa Świńska.

## Tourismus
Die Sucha Wierch Kondracki ist bei Wanderern beliebt. 

### Routen zum Gipfel
Der Wanderweg auf die Sucha Wierch Kondracki führt entlang des Hauptkamms der Tatra und der polnisch-slowakischen Grenze.
- ▬ Der rot markierte Kammweg führt vom Tal Dolina Kościeliska über den Gipfel in die Hohe Tatra.

Als Ausgangspunkt für eine Besteigung aus den Tälern eignen sich die Ornak-Hütte, Kondratowa-Hütte und die Chochołowska-Hütte.

## Belege
- Zofia Radwańska-Paryska, Witold Henryk Paryski, Wielka encyklopedia tatrzańska, Poronin, Wyd. Górskie, 2004, ISBN 83-7104-009-1.
- Tatry Wysokie słowackie i polskie. Mapa turystyczna 1:25.000, Warszawa, 2005/06, Polkart, ISBN 83-87873-26-8.

## Panorama

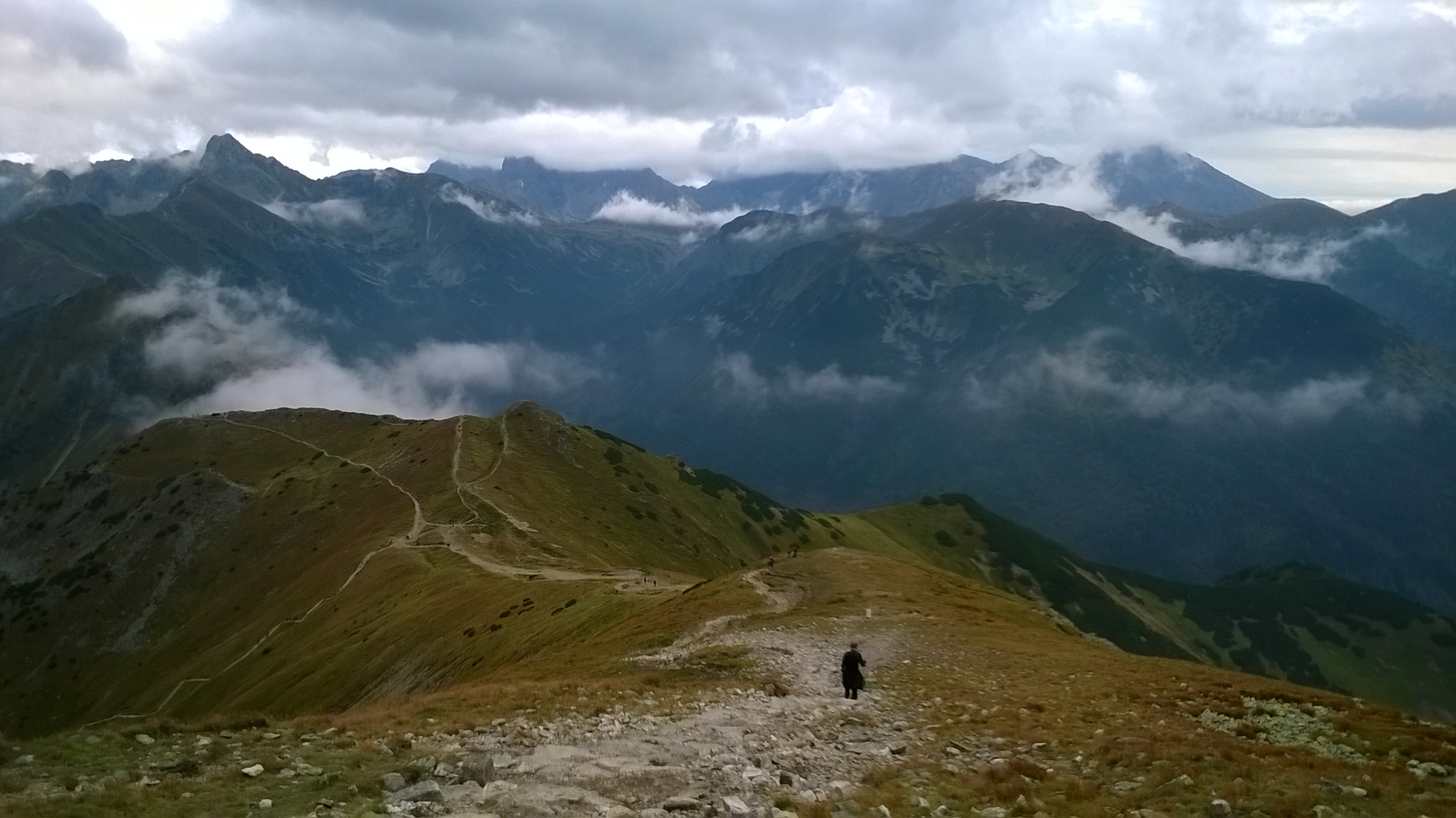
Blick vom Gipfel Richtung Kasprowy Wierch